# Eugen Herbert Kuchenbuch

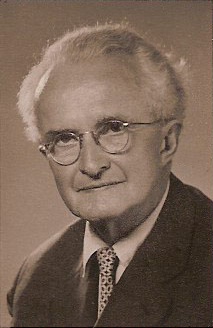
Eugen H. Kuchenbuch, Porträtfoto

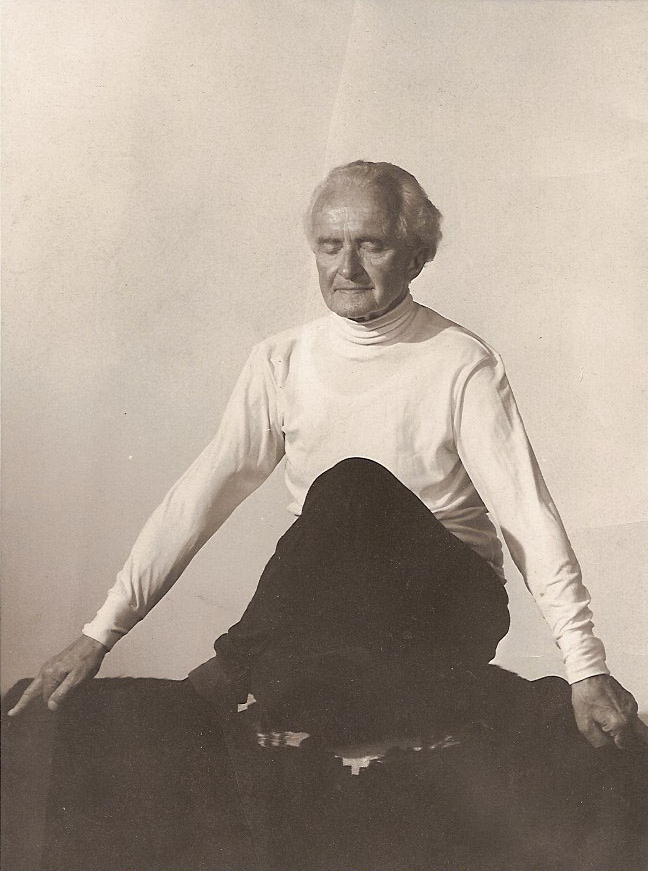
Eugen H. Kuchenbuch bei einer Yogaübung

Eugen Herbert Kuchenbuch (bekannt auch unter dem Künstlernamen Eugen Heribert, * 20. Juli 1890 in Aussig, Böhmen; † 18. April 1985 in Marburg) war ein deutscher Schauspieler, Intendant, Autor von Dramentexten und Libretti, Journalist und Professor für Schauspielkunst.

## Leben

### Jugend und Ausbildung
Kuchenbuch wurde als Sohn des zurückgekehrten Amerika-Auswanderers und späteren Direktors der Böhmisch-Sächsischen Dampfschiffgesellschaft Ernst Kuchenbuch geboren. Seine Jugend verbrachte er in Aussig, später in Dresden oder auf dem Weingut seiner Großeltern in Niederlößnitz (Paradiesstraße 19).
Die Sonderstellung seines Vaters wiegte ihn in der Vorstellung von einer heilen, monarchisch geordneten Welt. Mit dessen Tod aufgrund der Nachwirkung eines Unfalls, brach sie für Kuchenbuch zunächst zusammen. Zudem ergaben sich in der neuen Situation auch Unstimmigkeiten in der Familie. Er zog noch vor dem Abitur aus dem Elternhaus, um sich in Einsamkeit seinen Studien besser widmen zu können. Nach dem Abitur wollte er zunächst Naturwissenschaften studieren, gab diesen Plan aber wieder auf und wendete sich, von einem entsprechenden Schlüsselerlebnis inspiriert, dem Theater zu und nahm in Dresden dann auch den ersten Schauspielunterricht. In der Folge siedelte er nach München um, studierte dort Literatur- und Kunstwissenschaften, nahm parallel dazu weiteren Schauspielunterricht bei A. Kronwald unter anderem unter der Anleitung Ernst Ritter von Possarts. Als Gegenprogramm sah er seine Mitwirkung in Münchner Künstlertheatern und Kabaretts als Akteur, Deklamator und Vorleser (unter anderem im „Schwabinger Schattentheater“ von Alexander von Bernus).
Ab 1908/9 erhielt er erste Engagements beginnend als „schüchterner junger Liebhaber“ in Potsdam und in verschiedenen Saisontheatern.

### Kriegsausbruch und Militär
Nach dem Ausbruch des Ersten Weltkriegs trat er als Freiwilliger in das Regiment der Potsdamer Gardedragoner ein. Er verließ das Regiment wegen auftretender (möglicherweise auch psychisch bedingter) Sehschwierigkeiten; amtliche Tatsache war, dass bei einer freiwilligen Untersuchung eine starke Sehschwäche entdeckt wurde. Die Desillusionen der Kasernenzeit, obschon und gerade in einem so traditionsreichen Regiment erlebt, führte bei ihm zu einer anhaltenden Abneigung gegen Militarismus und Nationalismus, und er sah, inspiriert durch die expressionistische Bewegung, seine zukünftige Aufgabe wiederum in einer fundamental neu zu begründenden Theaterarbeit.

### Theaterarbeit in der Weimarer Republik
Er nahm, nun vom Militärdienst verabschiedet und befreit, verschiedene Engagements an, unter anderem in Mainz und Brüssel und gelangte schließlich zum Deutschen Theater Berlin unter Max Reinhardt. Allmählich wechselte er vom „jugendlichen Liebhaber“ zum Charakterfach z. B. mit Rollen wie „Franz Moor“ (Schiller: „Die Räuber“), „Savanarola“ (Thomas Mann: „Fiorenza“) oder „Shylock“ (Shakespeare: „Der Kaufmann von Venedig“).
Die Schauspielerin Mischket Liebermann, die bei ihm in Berlin Unterricht nahm, erzählt in ihrer Autobiographie: „Weltanschaulich gingen unsere Meinungen oft auseinander. Die kapitalistische Gesellschaftsordnung fand er unmoralisch. Am Kommunismus gefiel ihm vieles, aber nur soweit, wie er es mit seinen religiösen Anschauungen in Einklang bringen konnte. Er war Katholik.“ Und: „nie hat er auch nur einen Heller von mir genommen.“
1921–1925 wirkte Kuchenbuch als Oberregisseur unter Saladin Schmitt, der ihn ans Schauspielhaus Bochum holte. Dort fand 1924 die Uraufführung seines Stücks „Königin Draupadi“ statt (ein expressionistisch-symbolistisches Inkarnationsdrama in Anlehnung an die indische Mythologie). Ellen Widmann, wenige Jahre danach in Fritz Langs „M – Eine Stadt sucht einen Mörder“ erstmals im Kino zu sehen und später auch bedeutende Darstellerin von Dürrenmatt-Stücken, übernahm die Hauptrolle. Er heiratete die Schweizer Schauspielerin im selben Jahr. Die Ehe wurde Anfang der 30er Jahre wieder geschieden.
Von 1925 bis 1926 leitete er als Intendant das Recklinghauser Theater. Danach nahm er neben wechselnden Rollen und Regien seine Arbeit an der Theaterschule Berlin bei Max Reinhardt wieder auf. Vor allem galt er als Spezialist für die Sprachausbildung. Zu seinen Schülern gehörten bekannte Stummfilmstars, die sich durch das Aufkommen des Tonfilms genötigt sahen, deutsche Bühnensprache zu lernen und sich stimmlich zu bilden wie unter anderem auch Leni Riefenstahl und Martin Herzberg.

### In Spanien
Im Jahr 1931 leitete er ein Auslandsseminar in Las Palmas de Gran Canaria, das durch die Zusammenarbeit mit skandinavischen Filmschauspielern zustande kam. Es war vor allem initiiert durch Martin Herzberg, dem deutschen Kinder- und Jugendfilmstar. Die „Skandinavier“ erhielten in Reinhardts Berliner Theaterschule Unterricht und wollten als intensive Arbeitsgruppe sich in einem externen Sommerseminar weiterbilden.
Dieser für einen Monat geplante Aufenthalt auf den Kanaren sollte sich (nicht zuletzt durch die politischen Ereignisse in Deutschland) für fast alle Seminarteilnehmer auf mehrere Jahre ausdehnen, oder vielmehr in einer offiziellen Auswanderung nach Spanien münden.
In dieser kanarischen Zeit verfasste Eugen Heribert Kuchenbuch Dramen und Libretti unter anderem die komische Oper „Adelina“ mit dem Untertitel „eine spanische Liebeslegende“, (die später, vertont von Nino Neidhardt, 1940 in Dresden uraufgeführt wurde).
Nach einer eingeschobenen Deutschlandreise 1934, die unter anderem einem Klosteraufenthalt und der Teilnahme an Exerzitien galt, kehrte er wieder auf die Kanarischen Inseln zurück, um in der Kolonie der skandinavischen Filmschauspieler an seinen literarischen Projekten weiterzuarbeiten.
Auf einer neuerlichen Reise von Las Palmas aus durch Frankreich und Spanien wurde er 1936 in Barcelona vom Ausbruch des spanischen Bürgerkriegs überrascht. Er ergriff die Gelegenheit, Photoreportagen von den Ereignissen vor Ort zu machen.
Im Zusammenhang damit wurde er wie andere Ausländer ausgewiesen und auf einem italienischen Schiff mit Kurs nach Genua abgeschoben. Schon an Bord wurde er als vermeintlicher Spion von der Gestapo verhaftet und nach München ins Staatsgefängnis überstellt. Die dort residierende spanische Infantin Paz, Gattin von Prinz Ludwig Ferdinand von Bayern, die er bei früherer Gelegenheit kennengelernt hatte, erwirkte seine Freilassung.

### In der Türkei
Noch im selben Jahr 1936 nahm er, wie andere Künstler und Lehrende, die der Reichskulturpolitik kritisch gegenüberstanden, ein Angebot im Rahmen des „deutsch-türkischen-Kulturabkommens“ an und wurde Professor in Ankara (für Schauspiel und Stimmausbildung), zusammen mit Alfred Braun, Paul Hindemith unter anderen Mitgliedern der damaligen Berliner Künstlerkreise im Bereich Rundfunk, Theater, Musik. Sie übernahmen in der Folge Aufgaben an der Staatlichen Musikhochschule Ankara.
Kuchenbuch heiratete dort die Tochter eines Hindemith-Assistenten.

### In Dresden und Wien
Nach der politisch bedingten Beendigung des „deutsch-türkischen Kulturabkommens“ im Jahr 1939, wurde er zum Oberspielleiter in Karlsbad berufen, dort war die Geburt seines Sohnes Thomas, darauf zum Oberspielleiter in Dresden. Im Jahr 1942 wurde er zum Professor am Max Reinhardt Seminar in Wien ernannt, zeitweise nahm er auch die Leitung des Seminars wahr. Das Max Reinhardt Seminar war damals ein Teil der Hochschule bzw. Akademie, bzw. heute der Universität für Musik und darstellende Kunst Wien. In Zusammenhang mit seiner Lehrtätigkeit am Max Reinhardt Seminar führte er Regie für Chorwerke, Lesungen und Theateraufführungen unter anderem für das Burgtheater, für das Schlosstheater Schönbrunn, für das Theater in der Josefstadt.
Privat gehörte er einem Kreis von Personen an, die NS-Flüchtlingen aus Österreich, Polen, Ungarn zur Ausreise bzw. Flucht verhalfen.
Nach 1945 gründete er das Schauspielerensemble und Theater „Die Stephansspieler“, das sich in den Dienst einer traditionsbezogenen, antifaschistischen Kulturarbeit stellte. Auf dem Spielplan standen u. a.: Emmet Lavery: „Die erste Legion“, „Der Londoner verlorene Sohn“ (eine Shakespeare Apokryphe, bearbeitet von Ernst Kamnitzer), Jerome K. Jerome: „Der Fremde“, Calderon: „Der wundertätige Magus“.

### In München
Ab 1947 verließ er Österreich und zog nach München; er lehrte dort an der Philosophischen Hochschule Berchmannskolleg München-Pullach, S.J., der er seit seiner Exerzitienzeit verbunden war (Fächer: Phonetik, Sprachausbildung, Rhetorik). Daneben war er, abgesehen von gelegentlichen Regiearbeiten und Schauspielauftritten, im Jugendamt München tätig als Leiter des Münchener Seminars für Ausdrucksschulung.

### Lebensabend
Nach seiner Pensionierung 1958 siedelte er wieder nach Las Palmas de Gran Canaria um. Die Jahre 1961–65 verbrachte er, der Einladung eines befreundeten Ehepaars folgend, in der Schweiz (bei Interlaken), um dann 1965 wieder, dem Ruf der internationalen Künstler- und Ärztekolonie folgend, auf den Kanarischen Inseln Wohnsitz zu nehmen, diesmal in Santa Cruz de Tenerife, wo er eine Yoga-Akademie leitete und während der Sommermonate zur Meditation in eine Höhlenwohnung in den Bergen zog. In dieser Zeit beschäftigte sich die spanische Presse vermehrt mit seiner exzentrischen Biographie und brachte Artikel über seine Arbeit und sein Leben „zwischen Rampenlicht und klösterlicher Zurückgezogenheit“.
Zu einer Operation gezwungen, wandte er sich nach Deutschland und verbrachte ab 1972 die letzten Jahre in Marburg an der Lahn, wo er 1985 starb.

## Werk
Abgesehen von seiner Tätigkeit als Schauspieler, Regisseur und Intendant ist sein Werk am ehesten als Einheit von Lehre und Bühnenarbeit zu begreifen, als lebenslanger Unternehmung, ein Konzept von ganzheitlicher Theaterarbeit zu entwickeln, in dem die Ausbildung der Künstlerpersönlichkeit im Mittelpunkt steht. Insofern lassen sich vielfältige Bezüge seiner Arbeit zu Stanislawskis Lehrkonzept herstellen, das seinerzeit allerdings mehr vom Hörensagen als durch systematische Publikationen bekannt war.

### Theaterarbeit vor dem Ersten Weltkrieg
Die Zeit der ersten häufig wechselnden Engagements (1809–1914) bot reichlich Gelegenheit zum Erwerb von Bühnenroutine. Er lernte als fortwährend, nahezu pausenlos beschäftigter Schauspieler fast alle Spielarten des Theaterbetriebs kennen, vom Sommertheater in der Provinz bis zum Galatheater in der Residenz.
Bei Chorproben lernte er Max Reinhardt kennen und war von dessen Arbeit sofort fasziniert, wie umgekehrt Max Reinhardt schon damals auf ihn aufmerksam wurde. Eine Zusammenarbeit ergab sich allerdings erst später anlässlich Kuchenbuchs Engagement im Deutschen Theater in Berlin (erstes Engagement dort 1918–1920).

### Der Weltkrieg und die Bewegung des Expressionismus
Eine neuerliche Zuwendung zum Theater und zur theoretischen Grundlegung seiner Möglichkeiten wurde durch die Katastrophe des Ersten Weltkriegs ausgelöst. Angesichts des Zusammenbruchs der alten Autoritäten und ihr moralisches Scheiterns, teilte er mit vielen Künstlerpersönlichkeiten seiner Generation die profunde Abneigung gegen alle vormals disziplinierenden und tonangebenden Instanzen, die das Desaster zu verantworten hatten oder zumindest sein unmenschliches Ausufern nicht verhindern konnten. Erschüttert durch das aufwühlende Kriegserlebnis war diese Generation der „Expressionisten“ bereit, in noch nie dagewesenem Maß alles infrage zu stellen, was bisher als Grundlagen der westlichen Zivilisation gegolten hatte und an den Durchbruch von radikal Neuem zu glauben. „Rückkehr zum Wesentlichen“, zum „Elementaren“, waren entsprechende Leitwörter, „der Mensch beginnt wieder, wo er vor Jahrmillionen begann. Er darf so frei und so unbefangen sein wie das Kind …“.
Aus diesem Impetus des Neuanfangs ist die Hinwendung vieler Künstler der Kriegsgeneration zum Theater begreiflich und die Faszination, die gerade die Bühne auf sie ausübte: Das Theater schien wieder eine existenziell sinnstiftende Instanz werden zu können, eine Möglichkeit, sich vom Gewordenen und Verkrusteten zu befreien, als Beschwörung eines Erlebnisraums, in dem der bürgerliche Alltag und seine Rollenprägung durchbrochen werden und neue Lebensformen als möglich aufscheinen konnten, und der erlaubte, sie spielerisch zu erproben.

### Künstlerische Konsequenzen
Der Wille zum Neuaufbruch und zur Neubegründung der Theaterarbeit bedeutete für die einzelne Schauspielerin bzw. den einzelnen Schauspieler neben dem Erwerb technischer Fertigkeiten: permanentes Arbeiten an sich selbst, Erweiterung des Persönlichkeitsrepertoires, Finden des eigenen Kerns, alles in allem ein dauernder Prozess, aus dem neue Gestaltungsmöglichkeiten zu entwickeln waren. Es galt in jedem Fall Einheit von Beruf und Leben. (Stanislawskis allerdings erst später systematisch herausgegebenes Werk unter dem Begriff der „Arbeit des Schauspielers an sich selbst“ fasste diese Tendenz programmatisch auch für andere verwandte Ausbildungskonzepte zusammen). Für das Publikum sollte das bedeuten: die Möglichkeit der Überschreitung seiner Rollenverhaftetheit im bürgerlichen Leben und existenzielle Erkenntnis, die keineswegs nur im Mentalen, also etwa nur in rationaler Aufklärung stecken bleiben durfte. Für die Künstlergemeinde, für die Schauspiel-Schüler, für das heranwachsende Ensemble bedeutete die Umsetzung der theoretischen Vision unter anderem eine gemeinschaftliche Erfahrung, in der man sich wechselseitig bereichert, bedeutete gemeinsame Suche nach einem Weg des Bühnen-Künstlers, der die ganze Lebenshaltung prägt und zeitweise auch völlige Einkehr und Zurückgezogenheit auf sich voraussetzt.

### Der ganzheitliche Ansatz und das Lebenskonzept
Das Postulat einer „neuen Lebensform“ in der Künstlergemeinde als Hintergrund für den „Weg des Künstlers“ erklärt auch den engen Zusammenhang zwischen Bühnenarbeit und Schauspielunterricht, der als ein permanentes Projekt aufgefasst wird, in der die Persönlichkeitsbildung den entscheidenden Mittelpunkt bildet, wie sich unter anderem in einer Charakterisierung von Kuchenbuchs Recklinghäuser Ensemble durch den Theaterwissenschaftler Carl Niessen spiegelt:
„[…] Das Theater, das er in Recklinghausen aus einem an sich ungünstigen Boden gestampft hatte, machte einen ungewöhnlichen Eindruck, obwohl (oder weil) es von jungen Künstlern getragen wurde. Seine Form gab ihm das Bemühen des Leiters, an den Künstlern eine wirkliche Erziehungsarbeit zu leisten“.
Ähnlich urteilte der Theaterwissenschaftler Joseph Gregor über die Arbeit am Wiener Max Reinhardt Seminar, die vor allem auch eine „künstlerische Gemeinschaft“ intendierte.

### Bühnenarbeit und Schauspielunterricht
Konkrete Folgerungen für die Lehre lagen auf der Hand, z. B. dass das Vorbild Stanislawskis, (der die permanente Arbeit des Schauspielers an sich selbst exemplarisch vorführte und systematisierte) für Kuchenbuch richtungsweisend wurde, soweit dessen Schriften und Arbeit damals bekannt waren. (Diese Vorbildfunktion von Stanislawskis (mehr oder minder verstandener) Ausbildungsarbeit galt damals freilich für viele Avantgardisten von Bühne und Film, von Meyerhold bis Brecht, die sich dann in unterschiedlicher Weise zu ihm bekannten oder später wieder von ihm absetzten). Erst Auf der Basis einer so à la Stanislawski gründlich geleisteten Ausbildungsarbeit hielt Eugen Herbert K. artistisches Virtuosentum im Theater für sinnvoll eingesetzt, Ausdruckszeichen und -haltungen als tragfähig erarbeitet, schienen ihm artistische Verfremdungen gezielt und funktional. Der später thesenhaft zugespitzte Gegensatz „Brechts vs. Stanislawskis Schauspielmethode“ wurde von ihm nie in seiner plakativen Form akzeptiert, sondern als künstlich forciertes Missverständnis angesehen.

### Die Rolle der Stimme und der Stimmbildung
Eine Besonderheit von Kuchenbuchs Lehrsystem war die Entwicklung der Stimme als zentralem Ausdrucksorgan. Die Stimme als das psychosomatische Verbindungsglied oder vielmehr die verbindende Sphäre von Emotion und Artikulation schien ihm ein idealer Ansatzpunkt für die ganzkörperliche Ausbildungsarbeit und die Bewusstmachung der Korrespondenz von Innen und Außen, von Impuls und Ausdruck. Diesen Ansatz erarbeitete er in dauernder Auseinandersetzung mit den zeitgenössischen wissenschaftlichen Autoritäten, sah sich aber andererseits auch inspiriert und bestätigt durch die indische (vedische) Philosophie der Sprachlaute. Die Stimmbezogenheit in der Ausbildung war im Übrigen nicht zu verwechseln mit etwaiger Dominanz der Sprache auf der Bühne und sollte nicht auf das Primat des Sprechtheaters zielen (Körperarbeit war im Lehrsystem, ebenso wichtig wie Tanz, Fechten, Musik), sondern war gewählt als Ausgang der Selbsterfahrung von Gestaltungsmöglichkeiten. Alfred Braun (der Reinhardt-Schüler und nachmalige RIAS-Intendant), der ihm als Kollege in Ankara begegnet war, definierte das Verhältnis zur Sprachausbildung folgendermaßen:

„Inhaltlich charakterisiert sich seine Arbeit durch die Tendenz den gesamten koerperlichen Ausdruck in Einklang mit dem phonetischen Problem zu gestalten, sodaß das Wort zum Ausdruck innerer Geste wird […]“

Speziell in der Stimm-Bildung erprobte er alle technischen Möglichkeiten der damaligen Zeit, um exakte prüfbare Ergebnisse zu erhalten: Stimmaufzeichnung mit Phonographen, segmentelle Verstärkungen und entsprechender Korrekturen waren an der Tagesordnung, um Fehlhaltungen und Verkrampfungen aufzuspüren.
Sein sprachtechnischer, sprachbildender Unterricht war auf wenige Personen begrenzt, galt als methodisch streng und wurde auch unter Filmschauspielern und Sängern in Berlin als Geheimempfehlung betrachtet – (so berichten der Stummfilmschauspieler Martin Herzberg, und die von Reinhardt als Tänzerin engagierte Leni Riefenstahl, die damals gerade als Schauspielerin zum Film ging und andere Zeugen). In seinen entsprechenden Bühnen-Erprobungen von Stimmwirkungen in Lese- und Choraufführungen wurde er durch Max Reinhardt unterstützt.

### Die ganzheitliche Vorstellung vom Theaterberuf und die „äußeren (politischen und gesellschaftlichen) Umstände“
Wie viele nach dem Ersten Weltkrieg schwungvoll begonnenen Reformbewegungen hatte eine ganzheitlich konzipierte Bühnen- und Lehrarbeit während der Entwicklung der Weimarer Republik immer stärkere Widerstände zu überwinden. Das theatralische Erziehungswerk geriet bald an seine Grenzen bzw. zwischen die Fronten der politischen Polarisierung.
Trotzdem gab es in Kuchenbuchs Laufbahn mehrere Möglichkeiten, eine Annäherung an das Ideal einer ganzheitlichen Theaterarbeit zu erreichen, er hatte dabei auch vielfach das Wohlwollen und die Unterstützung einflussreicher Künstlerpersönlichkeiten, etwa die von Saladin Schmitt bei der Entwicklung des jungen Ensembles von Recklinghausen, wie die von Max Reinhardt in der Einheit von Spiel, Regie und Lehre unter anderem am Deutschen Theater in Berlin und später in Las Palmas bei den Skandinavischen Filmschauspielern. Selbst bei dem exotischen Experiment im „selbst gewählten Exil“ in Ankara, schien, nach dem Urteil seiner Kollegen, die Formel von Schauspiel und Stimmausbildung, die Einheit von Lehre und Aufführung erfolgreich aufzugehen.

### Arbeit am Max Reinhardt Seminar in Wien
Wieweit die geglücke Einheit von Lehre und Aufführungsarbeit auch für die politisch äußerst schwierigen Jahre am Max Reinhardt Seminar in Wien gilt, mag dahingestellt bleiben. Immerhin attestieren verschiedene Zeugnisse von Fachleuten (aus Presse, Theaterwissenschaft, Kulturpolitik) auch für diese Phase allgemein beachtete Erfolge. Aber die politische Wirklichkeit der System-Umbrüche vor und nach dem Weltkrieg, denen er zweimal durch freiwilliges Exil entgangen war, holte ihn hier in zeit- und ortsspezifischer Weise ein. Der Wiener Theaterwissenschaftler Joseph Gregor schrieb über einige Aspekte von Kuchenbuchs Amtszeit:

„1946 suchte Prof. Kuchenbuch in sehr durchdachter, neuartiger Weise auf die jungen Schauspieler für eine künstlerische Gemeinschaft und Zusammenarbeit im Sinne Stanislawskis zu wirken. Dies, in Verbindung mit seiner Stimmpädagogik und Chorführung, prägte sich namentlich in einer ausgezeichneten Homerlesung des Ensembles aus. Prof. Kuchenbuch gründete sodann das Theater der Stephansspieler und hatte namentlich mit der eröffnenden Aufführung von Laverys ‚Die erste Legion‘ einen großen und allgemein anerkannten Erfolg“

Das Stück des amerikanischen Autors Emett Lavery (unter anderem verfilmt 1951) stellt verschmitzt die Frage nach der Gültigkeit einer materialistischen oder einer spiritualistischen Interpretation einer sogenannten „Wunderheilung“ und traf offensichtlich damit die damalige Diskussion über weltanschauliche Deutungsansätze in dieser mehr als kontrastreichen Umbruchszeit.

### „Die Stephanspieler“
Das Unternehmen „Die Stephansspieler“ war unter anderem charakterisiert durch einen Anklang an die „Idee des spanischen Welttheaters“, das ja seinerzeit auch wesentlich unter der Förderung der Kirche gediehen war. „Die Stephansspieler“ sollten wohl im Sinne ihrer Initiatoren ein Signal setzen für einen Aufbruch aus der Trümmerzeit unter Rückbesinnung auf traditionelle und damit auch christliche Wurzeln. Das entsprach einer damals nicht nur in Österreich auflebende Bewegung, Parallelen sind z. B. bei Gertrud von Le Fort zu finden und ihrer Auseinandersetzung mit der Mission des Katholizismus (trotz der unleugbaren Schrecken der Inquisition und der Verstrickung der Kirche im sogenannten Dritten Reich).
Allerdings waren für Kuchenbuch die Aufgaben einer „Aufbruchsarbeit aus den Trümmern“ unter diesen Vorzeichen in mehr als einer Hinsicht problematisch: Neben der Lehrtätigkeit ein Privattheater zu führen, das sich kommerziell selbst tragen sollte, war die eine Schwierigkeit. Der Hintergrund der kirchlichen Autoritäten die andere: Einerseits war dieser Hintergrund hilfreich, weil er paradoxerweise eine gewisse Unabhängigkeit der Bühnenpraxis versprach, zumal in der Umgebung der widersprüchlichen alliierten Kulturpolitik, in der entsprechend ihrem politischen Gewicht die russische Besatzungsmacht in manchen Aspekten dominierend war.
Die Rückbindung an die kirchlichen Autoritäten erwies sich aber dann auf die Dauer doch als einschränkend für die Planung eines zugkräftigen Repertoires.
Schließlich war die diplomatische Aufgabe, zu vermitteln zwischen den Interessengruppen in kirchlicher und alliierter, teils westlich, teils deutlich stalinistisch orientierter Kulturpolitik mehr als aufreibend. Auch sein persönlicher Versuch eines Brückenschlags zwischen christlichen und kommunistischen Positionen, dürfte wohl auch eher fehlgeschlagen sein. Auf dem Boden dieser Konstruktionen konnten jedenfalls nur politische Fallstricke jeder Art lauern. Eugen Herbert Kuchenbuch kündigte schließlich alle seine Verträge und ging 1947 nach München.

### Seminar für Ausdrucksschulung in München

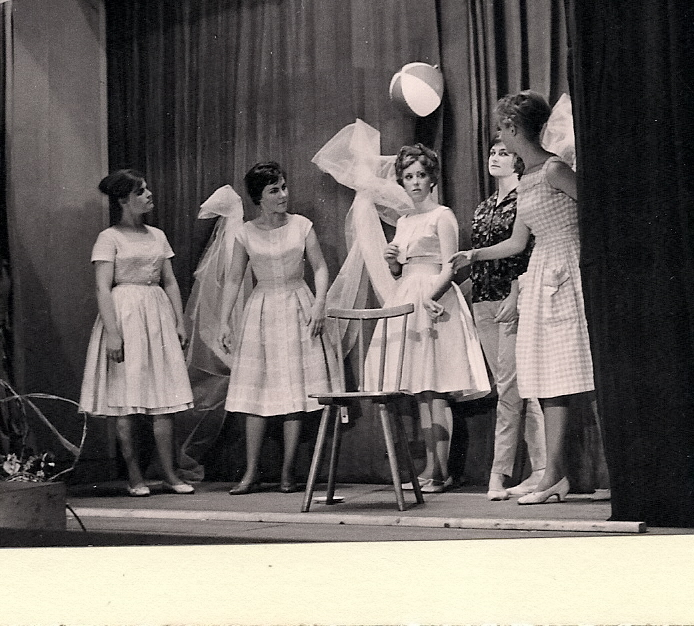
Aufführung des Seminars 1959: das Laienspiel Schaufenster Nr. 7

Ob dann die Tätigkeit im Münchener Kulturamt für das „Seminar für Ausdrucksschulung“ einen Ersatz oder eine Art Fortführung der Lehrtätigkeit darstellte neben der Lehrtätigkeit an der Philosophischen Hochschule Berchmannskolleg, ist schwer abzuschätzen. Kuchenbuch arbeitete hier unter anderem mit der Schauspiellehrerin Alice Strathmann zusammen, zu deren Schülern auch Dieter Hildebrandt gehörte. Einige seiner jugendlichen Laienspieler fanden später den Weg in die „richtige“ Schauspielerei, wie etwa Anette Spola, später auch Theaterchefin des TamS (Theater am Sozialmarkt in München), und Claus Ringer.
Bildungs-Arbeit und nachhaltige Stiftung der Fachtradition „Ausdrucksspiel“ in der Jugend- und Schularbeit wurde durch Presse- und Ministeriumsberichte hervorgehoben.

## Auseinandersetzung mit politischen Instanzen
Seine kompromisslose Ablehnung von totalitären Zwängen hatte Kuchenbuch spontan und radikal immer wieder unter Beweis gestellt: Der jähe Austritt aus dem selbst gewählten Dragonerregiment war nur ein Anfang. Unmissverständlich war dann auch seine als „Auslandsseminar“ deklarierte Flucht aus „Deutschen Verhältnissen“, seine Auswanderung nach Las Palmas im Jahr 1931. Ein noch radikalerer Zug war sein „freiwilliges Exil“ in der Türkei 1936–39. Es handelte sich dabei jeweils um Entscheidungen von größter Tragweite, die mit vollständiger persönlicher Unsicherheit verbunden waren, zumal für einen Theatermenschen, dessen Beruf ganz eng mit der deutschen Sprache verbunden ist, und dies alles zu einer Zeit, da sein Renommee in Berlin nicht unbedeutend war, und zu einer Zeit, in der es viele später als antifaschistisch geltenden Kollegen sehr wohl und noch lange danach im Berlin des „Führers“ aushielten.
Diese Kompromisslosigkeit der persönlichen Aktion zeigten auch seine Aktivitäten als Fluchthelfer in Wien zwischen 1942 und 1946 sowie seine Hausvorstandstätigkeit in der Hausgemeinde Rahlgasse 1 während des Bombardements durch die Alliierten und des Einmarschs der Russen 1945. Sein späterer Fortgang aus Wien ohne Entschädigung und finanzielle Absicherung (1947) ist möglicherweise auch so zu erklären.
In Bezug auf diese seine „Auswanderungen“ hatte Eugen Herbert Kuchenbuch das Bewusstsein, instinktsicher und richtig gehandelt zu haben. Allerdings beklagte er später selbst, sich wenig um die theoretische Auseinandersetzung mit Partei- und tagespolitischen Kategorien gekümmert zu haben, bzw., dass er erst spät Muße und Zeit auf die Reflexion politischer und konkret zeitgeschichtlicher Vorgänge verwenden konnte.
Er suchte diesem Defizit in Sachen politischer Kategorien später abzuhelfen durch ein intensives Studium von Politik und Gegenwartsgeschichte. Gelegenheit dazu bot sich in seiner Münchener Zeit, in der er auch für die von den Alliierten getragene „Neue Zeitung“ schrieb und am politischen Bildungsprogramm der „Akademie Tutzing“ als Gast und auch als Vortragender teilnahm. Hier erhielt er viele Anregungen und Impulse (durch Kontakte mit Gertrud von Lefort, Karlfried Graf Dürckheim, Georg Grimm vom altbuddhistischen Zentrum). Es war dies wiederum eine Ära des Neuaufbruchs, in der ein Diskukurs in offenem kosmopolitischen Geist möglich war, und in der die unterschiedlichsten Positionen in nunmehr friedlicher Diskussion aufeinander trafen. Er knüpfte in dieser Zeit an seine lebenslange Korrespondenz mit prominenten Zeitgenossen an und widmete sich weiterhin dem Studium östlicher Philosophien.